# Beringius crebricostatus
Beringius crebricostatus là một loài ốc biển, là động vật thân mềm chân bụng sống ở biển thuộc họ Buccinidae.